# Vespère de Savi
Hypsugo savii
Espèce
Répartition géographique
Statut de conservation UICN

LC : Préoccupation mineure
Le Vespère de Savi (Hypsugo savii) est une espèce de chauve-souris de la famille des Vespertilionidae.

## Description
Ses oreilles sont courtes, arrondies dans leur partie supérieure, plus larges que celles des pipistrelles et avec 4 plis sur le bord postérieur. Les tragus sont courts, épais, incurvés vers l'intérieur et élargis vers leur extrémité. Le pelage dorsal est brun avec de longs poils parfois avec des mèches dorées ou argentées. Le pelage ventral est blanc sale à jaune clair, tranchant nettement avec la couleur des épaules et de la tête. La face, les oreilles et les membranes alaires sont noir anthracite.
Il peut se confondre avec le groupe des Pipistrelles mais se distingue par l'extrémité de sa queue qui dépasse de l'uropatagium de 3 à 5 mm.
- Longueur tête-corps : 4 - 5.4 cm
- Longueur de la queue : 3.1 - 4.25 cm
- Longueur de l'avant-bras : 3 - 5.8 cm
- Envergure : 22 - 25 cm
- Poids : 5 - 10 g
- Dentition : 32 ou 34 dents (10 incisives, 4 canines, 6 ou 8 prémolaires et 12 molaires)
- Echolocation : 32 - 34 kHz

## Répartition et habitat
La Pipistrelle de Savi a une large aire de répartition dans le Paléarctique, s'étendant du Sud de l'Europe et de l'Afrique du Nord à travers le Moyen-Orient et le Caucase jusqu'au Kazakhstan, au Turkménistan, en Ouzbékistan, au Kirghizistan, au Tadjikistan, en Afghanistan et au Nord de l'Inde. Au cours des 30 dernières années, l'aire de répartition de cette espèce s'est étendue vers le Nord en Europe centrale. De 2008 à ce jour, la Pipistrelle de Savi a été confirmée en Slovaquie et en République tchèque. Des études tardives ont également indiqué la présence de cette chauve-souris en Roumanie, où elle aurait pu être présente et seulement récemment détectée en raison d'une augmentation des efforts d'enquête sur les chauves-souris dans la région. Il se répartit du niveau de la mer à 3 000 m.
Régions karstiques, vallées d'altitude, alpages et zone habitées. Quartiers d'été souvent dans des fentes à l'intérieur et à l'extérieur des bâtiments. Vol généralement rectiligne et en altitude.
Espèce méridionale et rupestre, le Vespère de Savi se retrouve jusqu'à 3 300 mètres d'altitude. Il apprécie les zones semi-désertiques, le maquis et la garrigue. Il se retrouve aussi dans les grands monuments en pierre. En hiver, il gîte dans les fissures et alvéoles de falaises et de grands édifices, parfois dans des sites souterrains. En été, il gîte dans les lézardes des parois rocheuses et des falaises, dans les étroitures, les alvéoles ou les microfissures de la roche ainsi que dans les fentes des arbres.

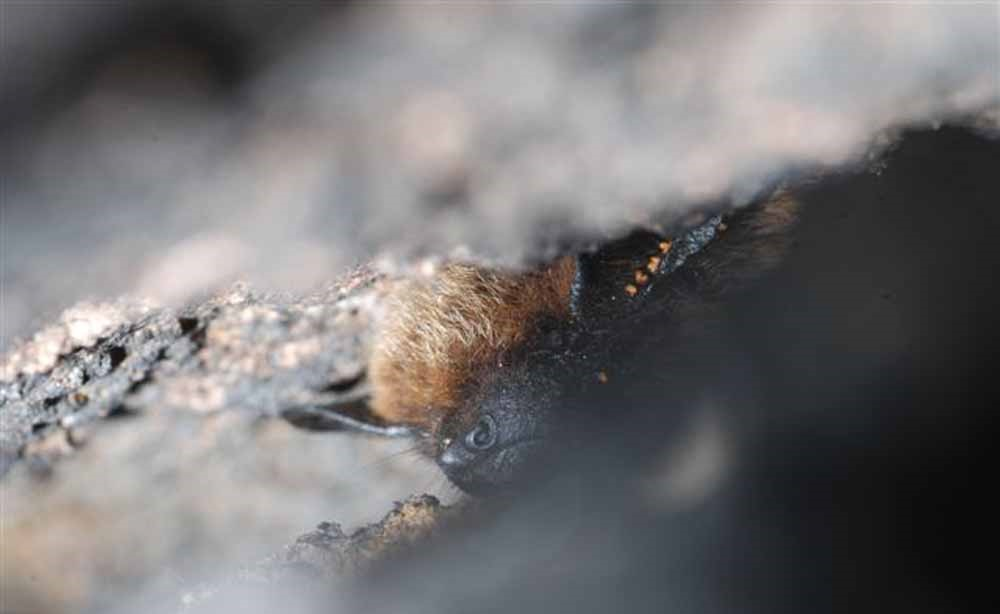
Vespère de Savi

## Comportement
Il se met en chasse une dizaine de minutes avant ou après le coucher du soleil bien que des individus soient régulièrement observés chassant en fin d'après-midi. Des juvéniles peuvent sortir s'abreuver en plein après-midi.
L'hibernation peut s'étendre d'octobre à avril, la durée dépendant de l'altitude, de latitude et du climat auxquels l'individu est soumis. Ainsi, certains peuvent rester actifs jusqu'en décembre en milieu méditerranéen. Lors de la mise-bas, des colonies de 5 à 10 femelles se forment. La femelle donne naissance à 1 ou 2 jeunes en juin/juillet. Le développement des jeunes est rapide.
La longévité de l'espèce n'est pas connue à ce jour. 

## Alimentation
Il se nourrit de petits insectes en essaimage (lépidoptères, diptères, hyménoptères...) et chasse au-dessus des zones humides, des jardins, des lampadaires... Il chasse à une centaine de mètres de haut et peut brutalement changer de trajectoire ou se laisser tomber sur une cinquantaine de mètres. Il peut pratiquer le vol plané, technique quasi-exclusive de cette espèce en Europe.

## Menaces et protection
Le Vespère de Savi est victime de collisions routières. Il est probablement dérangé par les aménagements de falaises en via ferrata ou en sites d’escalade. Et comme de nombreuses autre chauves-souris, le Vespère de Savi est victime des éoliennes, soit par collision soit par barotraumatisme, des lésions internes provoquées par des variations brutales de pression.
Le Vespère de Savi est protégé au niveau international par la convention de Bonn (annexe II) sur la conservation des espèces migratrices appartenant à la faune sauvage et par l'accord intergouvernemental Eurobats relatif à la conservation des populations de chauves-souris d'Europe.